# 용산구 (1963년 선거구)
용산구는 대한민국의 옛 국회의원 선거구이다. 대한민국 제6대 국회부터 대한민국 제8대 국회까지 존재했다. 당시 서울특별시 용산구 지역을 관할했다.

## 역사
제6대 국회의원 선거를 앞두고 용산구 갑, 을 선거구가 통합되면서 신설되었다.
제9대 국회의원 선거를 앞두고 마포구 선거구와 합구되면서 마포구·용산구 선거구를 이루게 되면서 폐지되었다.

## 관할 구역
| 대수    | 관할 구역   |
| ------- | ----------- |
| 6대~8대 | 용산구 일원 |

## 역대 국회의원
| 선거   | 정당 | 정당       | 의원   |
| ------ | ---- | ---------- | ------ |
| 1963년 |      | 자유민주당 | 서민호 |
| 1965년 |      | 한국독립당 | 김두한 |
| 1967년 |      | 신민당     | 김원만 |
| 1971년 |      | 신민당     | 김원만 |

## 역대 선거 결과

### 대한민국 제6대 국회의원 선거
|  | 31.30% |

|  | 24.78% |

|  | 22.59% |

|  | 14.35% |

|  | 5.97% |

|  | 0.98% |

### 1965년 대한민국 재보궐선거
서민호 의원의 사임으로 치러진 1965년 대한민국 재보궐선거에서 한국독립당 김두한 후보가 당선되었다.

### 대한민국 제7대 국회의원 선거
|  | 61.82% |

|  | 35.31% |

|  | 1.05% |

|  | 0.91% |

|  | 0.88% |

|  | 0% |

### 대한민국 제8대 국회의원 선거
|  | 61.13% |

|  | 38.24% |

|  | 0.62% |